# Авангард (Иглинский район)
Аванга́рд (баш. Авангард) — деревня в Иглинском районе Республики Башкортостан Российской Федерации. Входит в состав Тавтимановского сельсовета.

## География

### Географическое положение
Расстояние до:
- районного центра (Иглино): 26 км,
- центра сельсовета (Тавтиманово): 8 км,
- ближайшей железнодорожной станции (Тавтиманово): 8 км.

## Население
| 2002 | 2009 | 2010 |
| ---- | ---- | ---- |
| 62   | ↘59  | ↗67  |

### Национальный состав
Согласно переписи 2002 года, преобладающие национальности — русские (40 %), чуваши (40 %).